# Sollevamento pesi ai Giochi della XXXIII Olimpiade - +81 kg femminile
Le gare di sollevamento pesi della categoria oltre 81 kg femminile dei giochi olimpici di Parigi 2024 si sono svolte l'11 agosto 2024 presso il Paris Expo Porte de Versailles.

## Risultati
| Rank | Athlete             | Strappo (kg) | Strappo (kg) | Strappo (kg) | Strappo (kg) | Slancio (kg) | Slancio (kg) | Slancio (kg) | Slancio (kg) | Totale |
| Rank | Athlete             | 1            | 2            | 3            | Risultato    | 1            | 2            | 3            | Risultato    | Totale |
| ---- | ------------------- | ------------ | ------------ | ------------ | ------------ | ------------ | ------------ | ------------ | ------------ | ------ |
|      | Li Wenwen           | 130          | 136          | —            | 136          | 167          | 173          | 174          | 173          | 309    |
|      | Park Hye-jeong      | 123          | 127          | 131          | 131          | 163          | 168          | 173          | 168          | 299    |
|      | Emily Campbell      | 119          | 123          | 126          | 126          | 162          | 169          | 174          | 162          | 288    |
| 4    | Lisseth Ayoví       | 117          | 121          | 123          | 123          | 156          | 160          | 162          | 160          | 283    |
| 5    | Mary Theisen-Lappen | 115          | 118          | 119          | 119          | 155          | 162          | 165          | 155          | 274    |
| 6    | Duangaksorn Chaidee | 120          | 120          | 120          | 120          | 152          | 156          | 160          | 152          | 272    |
| 7    | Halima Abbas        | 110          | 115          | 118          | 115          | 135          | 140          | 145          | 145          | 260    |
| 8    | Naryury Pérez       | 114          | 117          | 117          | 114          | 140          | 145          | —            | 145          | 259    |
| 9    | Crismery Santana    | 111          | 115          | 118          | 118          | 140          | 140          | 140          | 140          | 258    |
| 10   | Tursunoy Jabborova  | 112          | 116          | 118          | 118          | 133          | 138          | 138          | 133          | 251    |
| 11   | Iuniarra Sipaia     | 100          | 105          | 110          | 105          | 141          | 141          | 148          | 141          | 246    |
| 12   | Nurul Akmal         | 105          | 110          | 110          | 105          | 140          | 145          | 151          | 140          | 245    |